# Santa Anna (contea di Coleman)
Santa Anna è un centro abitato degli Stati Uniti d'America, situato nella contea di Coleman dello Stato del Texas.

## Geografia fisica
Santa Anna è situata a 31°44′25″N 99°19′31″W (31.740189, -99.325192).
Secondo lo United States Census Bureau, ha un'area totale di 1,9 miglia quadrate (4,9 km²).

## Società

### Evoluzione demografica
Secondo il censimento del 2000, c'erano 1.081 persone, 446 nuclei familiari e 283 famiglie residenti nella città. La densità di popolazione era di 558,0 persone per miglio quadrato (215,1/km²). C'erano 574 unità abitative a una densità media di 296,3 per miglio quadrato (114,2/km²). La composizione etnica della città era formata dall'88,90% di bianchi, il 3,89% di afroamericani, lo 0,65% di nativi americani, lo 0,09% di isolani del Pacifico, il 4,72% di altre razze, e l'1,76% di due o più etnie. Ispanici o latinos di qualunque razza erano il 19,06% della popolazione.
C'erano 446 nuclei familiari di cui il 28,5% aveva figli di età inferiore ai 18 anni, il 47,1% erano coppie sposate conviventi, il 12,3% aveva un capofamiglia femmina senza marito, e il 36,5% erano non-famiglie. Il 34,5% di tutti i nuclei familiari erano individuali e il 18,6% aveva componenti con un'età di 65 anni o più che vivevano da soli. Il numero di componenti medio di un nucleo familiare era di 2,36 e quello di una famiglia era di 3,01.
La popolazione era composta dal 26,3% di persone sotto i 18 anni, il 7,8% di persone dai 18 ai 24 anni, il 21,6% di persone dai 25 ai 44 anni, il 23,4% di persone dai 45 ai 64 anni, e il 20,9% di persone di 65 anni o più. L'età media era di 41 anni. Per ogni 100 femmine c'erano 91,3 maschi. Per ogni 100 femmine dai 18 anni in giù, c'erano 86,2 maschi.
Il reddito medio di un nucleo familiare era di 22.857 dollari, e quello di una famiglia era di 31.250 dollari. I maschi avevano un reddito medio di 29.886 dollari contro i 17.917 dollari delle femmine. Il reddito pro capite era di 11.065 dollari. Circa il 20,4% delle famiglie e il 23,2% della popolazione erano sotto la soglia di povertà, incluso il 26,6% di persone sotto i 18 anni e il 24,4% di persone di 65 anni o più.